# ノリタケ
ノリタケ株式会社（英: NORITAKE CO., LIMITED）は、愛知県名古屋市西区に本社・工場を置く世界最大級の高級陶磁器・砥石メーカーである。環境エンジニアリング事業も手がけている。2024年7月24日までの商号は株式会社ノリタケカンパニーリミテド（英文社名は同じ）。
社名の「ノリタケ（則武）」は、よく人名に由来していると勘違いされるが、創業地である愛知県愛知郡鷹場村大字則武（現・名古屋市中村区則武）という地名に因むものであり、人名由来の社名ではない。
本社があった名古屋市西区則武にはノリタケの企業文化施設「ノリタケの森」が開設、一般公開され、近年の名古屋政財界が提唱する「産業文化観光」の拠点のひとつとなっている。

## 沿革・事業内容
1904年（明治37年）に森村市左衛門、大倉孫兵衛、飛鳥井孝太郎らによって日本陶器合名会社として創業された。前身の日本陶器は日本で初めて高級洋食器を生産し、明治時代から戦前にかけて陶器商社の森村組の手で欧米に大量に輸出された。初期の製品はハンドメイドで絵付けの美しさ、細工の繊細さで知られる。その後アール・デコを基調としたデザインの食器が大量に生産され、凝ったデザインで現在でも親しまれている。ノリタケブランドは欧米で絶大な人気を博し、国内の業者が模造して輸出した偽物が出回るほどであった。オールドノリタケと言われるこの時期の製品は、陶磁器愛好家のコレクターズ・アイテムとなっている。戦後日本に駐留したアメリカ軍の将兵が帰国する時のお土産として1953年（昭和28年）まで販売されたノリタケ製品をプレミアノリタケといい、一部に愛好されている。
日本陶器は第二次世界大戦で多数の陶磁器と熟練職人、生産設備を失い、戦前のような高品質の製品を生産できなくなったため、戦後は一時ノリタケブランドを使わず、「ローズチャイナ」というブランド名で輸出を行った。その後ふたたび高品質な製品を世に送り出すことができるようになり、ノリタケブランドが復活する。その後は日本の経済発展に伴って、電子部品、ファインセラミックスなどの分野にも進出した。東京、名古屋両証券取引所の第1部に上場している。
また、日本初のIBM製品導入企業でもある。
1981年（昭和56年）、商号を株式会社ノリタケカンパニーリミテドに変更。
現在では食器類の売上比率は15%程度と他部門に主力を譲っており、工業機材およびセラミックマテリアル、環境エンジニアリングの3事業が全体の75%以上を占める（2006年9月期）。工業機材事業は砥石、研磨布紙およびCBN、ダイヤモンドなど、研削材や半導体材料からなる。セラミックマテリアル事業には電子ペーストや回路基板、窯業材料などがある。環境エンジニアリング事業は液晶ディスプレイ、電池材料等向けの焼成炉など、産業機械を扱っている。
2009年（平成21年）10月1日には子会社であるノリタケエンジニアリング、日本陶器（2000年設立の子会社。当社の旧社名とは異なる。）、ノリタケテーブルウェア、東京砥石の4社を吸収合併し、2010年（平成22年）4月1日にはノリタケ機材とノリタケセラミックスの2社を吸収合併した。
2024年（令和6年）7月25日、創立120周年を機にノリタケ株式会社に商号変更した。

## グループ企業

### 森村グループ
詳細は森村グループを参照
- TOTO - 衛生陶器・温水洗浄便座等の製造・販売
- 日本碍子 - がいし・自動車用セラミックスの製造・販売
- 日本特殊陶業 - スパークプラグ・工業用セラミックスの製造・販売
- 大倉陶園 - 高級陶磁器（主に食器）の生産
- 共立マテリアル - セラミックス原料の製造・販売
- 森村商事 - 窯業・耐火物原料、航空機材、機械プラント、食品、生活用品等の輸出入及び国内販売。森村財閥の源流企業。

これらの会社は森村商事（旧 森村組）が設立したり、ノリタケカンパニーリミテドから分社した会社であり、現在はノリタケカンパニーリミテドを中心に森村グループを構成している。また、共立マテリアルと大倉陶園はノリタケカンパニーリミテドの連結対象である。
なお、森村グループのタイル・衛生陶器メーカーだったINAXは2001年（平成13年）にアルミサッシなどを手掛ける建材メーカー大手のトステムとの経営統合によりグループから離脱している（後にこれらの2社と新日軽と東洋エクステリアならびにサンウエーブ工業の開発・管理部門と統合して、現在のLIXILとなる）。

### ノリタケグループ

#### 工業機材部門
- ゼンノリタケ - 砥石の販売
- 東濃研磨 - 小径砥石、軸付砥石の製造
- ノリタケコーテッドアブレーシブ - 研磨布紙の製造、販売
- ノリタケリサイクルセンター - 使用済み砥石のリサイクル
- 広島研磨工業 - 標準研削砥石を生産
- 日本レヂボン - 元三菱商事グループ、砥石・研磨布紙・ガラスクロス製品等の製造・販売
  - 菱和 - 研削砥石等の販売。
- ノリタケマシンテクノ - 建築・土木産業用機械およびダイヤモンド工具の販売。旧・日本フレキ産業。

#### セラミックマテリアル事業
- 共立マテリアル - セラミックスマテリアル原料の製造・販売
  - キヨリックス三重 - 電子部品用セラミック原料の製造
- ノリタケ伊勢電子 - 蛍光表示管の開発、製造、販売
- クラレノリタケデンタル - 歯科材料の開発、製造、販売（クラレ子会社で、ノリタケの持分法適用関連会社）

#### エンジニアリング事業
- ノリタケTCF - 焼成炉などの製造

#### 食器事業
- 大倉陶園 - 洋食器の製造（持分法適用関連会社）

#### その他
- ノリタケの森 - ノリタケの森の運営。